# لیلانی تمو
لیلانی تمو (انگلیسی: Leilani Tamu؛ زادهٔ) شاعر، و نویسنده اهل نیوزیلند است.
وی همچنین برندهٔ جوایزی همچون برنامه فولبرایت شده‌است.